# Christiansholm
Christiansholm település Németországban, Schleswig-Holstein tartományban. Lakosainak száma 226 fő (2023. december 31.).

## Népesség
A település népességének változása:
| Lakosok száma | 246  | 234  | 238  | 226  | 230  | 226  | 228  | 226  |
|               | 1975 | 2010 | 2014 | 2017 | 2019 | 2021 | 2022 | 2023 |